# Théodose Ianovski
Théodose Ianovski, né dans les années 1650 et mort en Carélie le 5 février 1726, est un ecclésiastique russe qui joua un rôle central dans la réforme ecclésiastique de Pierre le Grand, évêque de Novgorod de 1720 à 1725.

## Biographie
Né dans les années 1650, Théodose Ianovski étudie à l’Académie Mogila de Kiev de 1663 à 1673 et gagne la réputation de savant, sans laisser beaucoup de témoignages de son activité intellectuelle. Moine au monastère Simonov de Moscou, il est envoyé à la laure de la Trinité-Saint-Serge pour inconduite mais s'y lie avec son archimandrite, Job, qui, lorsqu'il devient métropolite de Novgorod en 1697 l'emmène avec lui. Ianovski devient son assistant et se fait reconnaître par son intermédiaire comme un gestionnaire efficace et un théologien au fait des débats auprès de Pierre le Grand.
En 1708, il est envoyé à Moscou pour prendre en charge les éditions patriarcales, puis est chargé de structurer le diocèse de la nouvelle capitale, Saint-Pétersbourg. Il est ainsi nommé archimandrite du Monastère Saint-Alexandre-Nevski, chargé de la formation supérieure du clergé pour tout l'Empire. 
Il participe naturellement à l'élaboration de la réforme ecclésiastique russe, qui aboutit à la création du Saint Synode dont il devient le deuxième président, l'un des trois plus hauts dirigeants avec Stefan Iavorski et Théophane Prokopovitch. Il prend rapidement le parti de ce dernier, gestionnaire, protestant et réformiste, contre Iavorski, tenant de la ligne traditionnelle et partisan du patriarcat qui meurt en 1722. Jusqu'en 1725, il forme avec Prokopovitch une équipe efficace pour transmettre les ordres de Pierre le Grand concernant l'Église, mais à la mort de l'Empereur, il est accusé successivement d'enrichissement personnel, puis de haute trahison après avoir refusé de faire dire sur commande un requiem pour la mort de Pierre le Grand. On lui reprocha d'avoir peut-être voulu forcer par là la re-création du Patriarcat.
Il meurt confiné dans un monastère en Carélie le 5 février 1726.

## Sources
- (en) James Cracraft, The Church Reform of Peter the Great, Stanford, Stanford University Press, 1971 (présentation en ligne, lire en ligne), p166-169